# Pedro Chacón
Pedro Chacón (Toledo, 1526 – Roma, 1581) è stato un matematico e teologo spagnolo.

## Biografia
Detenne la cattedra di greco all'Università di Salamanca, dove, tra i documenti della biblioteca, si trovano sue pubblicazioni risalenti al 1569. Conobbe El Greco.
A Salamanca formò parte del gruppo di professori a cui appartenevano Francisco de Salinas, Luis de León e, in generale, tutta la Scuola di Salamanca.
Nel 1572 si trasferì a Roma, dove fu chiamato dal papa Gregorio XIII per studiare, come matematico, la riforma del calendario giuliano. A Roma si dedicò inoltre allo studio delle fonti classiche.

## Opere

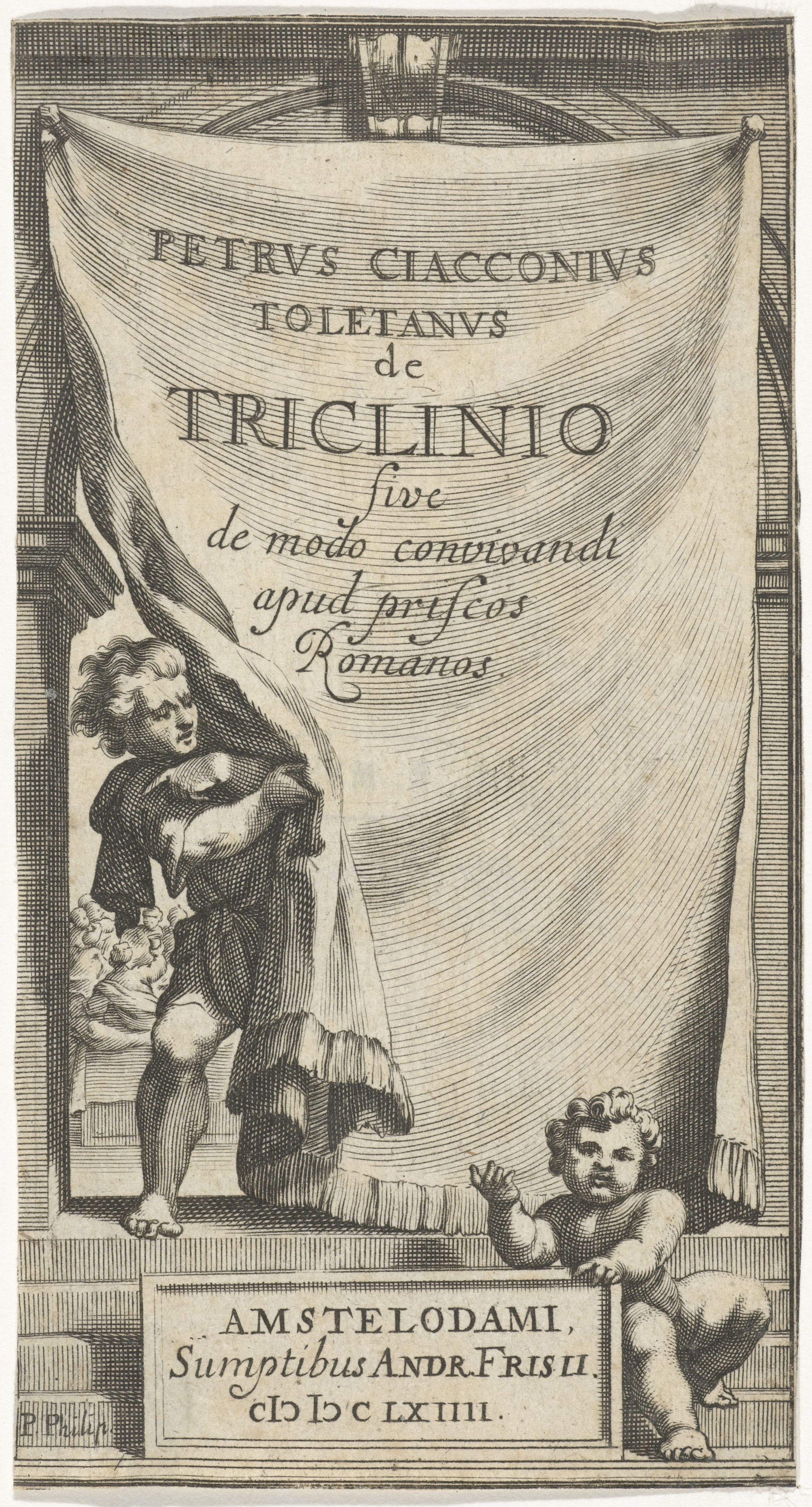
Frontespizio del De triclinio sive de modo convivandi apud priscos Romanos. Amsterdam: Andreas Frisius, 1664.

- (LA)  Kalendarii Romani veteris Julii Cœsaris aetate marmori incisi explanatio.
- (LA)  Tractatus de Ponderibus et Mensuris M. S.
- (LA)  De Nummis libri III.
- (LA)  Commentaria de Nummis tam Grœcorum et Latinorum quam Hispanorum et Italorum.
- (LA)  In Decretum Gratiani correctiones.
- (LA)  In S. Hieronymum, S. Hilarium, et S. Ambrosium Nota quœdam.
- (LA)  De Triclinio sive de Modo convivandi apud prisco Romanos… accedit Fulvi Ursini Appendix, & Hier. Mercurialis, De accubitus in cena antiquorum origine dissertatio. Amsterdam: Andreas Frisius, 1664. Amsterdam, Henry Wetstein, 1689. Il Triclinium è uno dei suoi scritti da cui acquistò maggiore fama; esso tratta di vari aspetti dei pasti dei romani sotto varie sfaccettature: le vivande, le bibite e in particolare i vini, gli invitati, il modo di preparare il tavolo, la musica, ecc.
- (ES)  Chacón, Pedro. Historia de la Universidad de Salamanca hecha por el Maestro Pedro Chacón. Trascrizione e commenti a cura di Ana María Carabias Torres, Salamanca: Ediciones Universidad de Salamanca, 1990.